# Касъл Пайнс Норт
Касъл Пайнс Норт (на английски: Castle Pines North) е град в окръг Дъглас, щата Колорадо, САЩ. Касъл Пайнс Норт е с население от 9500 жители (2000) и обща площ от km². Намира се на m надморска височина. ЗИП кодът му е 80108, а телефонният му код е 303, 720.